# Тарколес (река)
Тарколес или Рио-Гранде-де-Тарколес (исп. Río Grande de Tárcoles) — река в Коста-Рике, в провинции Пунтаренас. Берёт начало на южном склоне Центральной Кордильеры, протекая с востока на запад, впадает в залив Никоя. Длина реки 111 км. Бассейн вместе с притоками составляет 2121 км², покрывая площадь, в которой проживает около 50 % населения страны. Река является наиболее загрязненной в Коста-Рике, неся большую часть сточных вод от центральных городов, таких как Сан-Хосе, Алахуэла, Эредия.

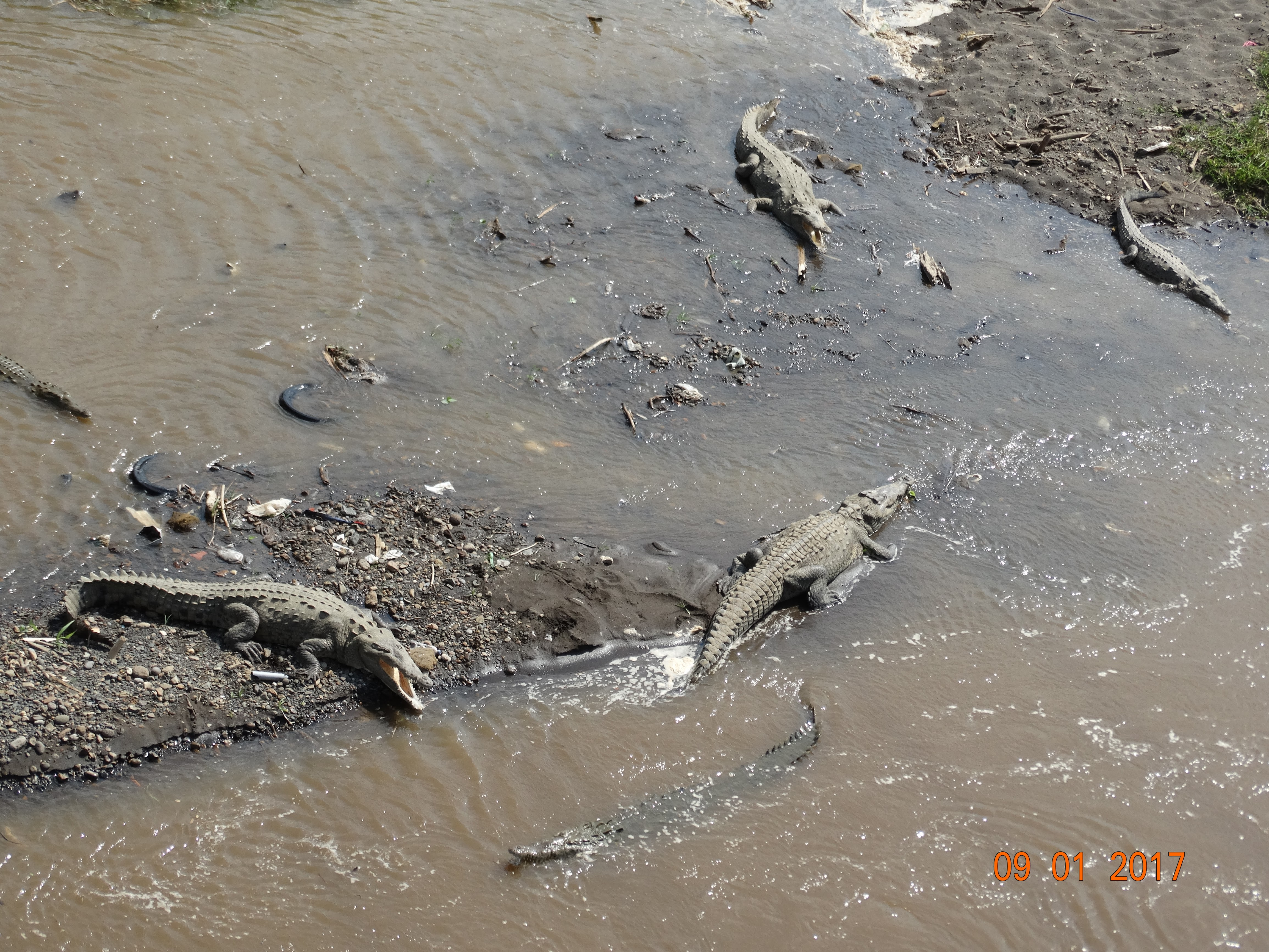
Крокодилы на реке Тарколес